# Sant Martí de Capellada
Sant Martí de Capellada es una pequeña capilla del municipio de Besalú (Garrotxa). Forma parte del Inventario del Patrimonio Arquitectónico de Cataluña.

## Descripción
Se trata de una pequeña capilla de planta rectangular, con un ábside orientado al este y una puerta formada por un arco de medio punto en el cual hay inscrito un dintel. El interior, de dimensiones muy reducidas, está cubierto con bóveda de cañón y, como  particularidad se observa, en las paredes laterales un banco seguido. Hay  también un pequeño altar de piedra en la parte delantera

## Historia
La primera mención sobre la capilla aparece alrededor del año 1000 en relación con una permuta de bienes entre el conde Bernat de Tallaferro y la canónica de Santa María. El año 1104, después del hundimiento de la iglesia Sant Martí de Juïnyà, se construyó un nuevo templo con advocación a San Martín que dio forma al que es el templo actual.
Originariamente la capilla de Sant Martí era una construcción románica, pero el terremoto y las inundaciones del 1426 hundieron el edificio, que fue reconstruido en el siglo XV. A lo largo de los siglos fue ampliamente reformada, entre otras cosas se le añadió un sencillo campanario y un pilar en el interior para sustentarlo. Como parroquia, la pequeña iglesia de San Martín había llegado a tener una considerable actividad. Especialmente en el siglo XIV. Posteriormente entró en decadencia hasta su total abandono.
En el año 2014, a petición del Ayuntamiento de Besalú, se iniciaron las obras de rehabilitación a causa del mal estado general del edificio, numerosas grietas y filtraciones de agua. La restauración  permitió reforzar la estructura del edificio sin  añadir elementos demasiado modernos preservando de este modo su construcción original.Durante la restauración en el interior se descubrieron pinturas murales del siglo XV, XVII y XVIII que habían decorado la nave y el ábside, correspondientes a las diferentes épocas estilísticas desde el Gótico al Barroco. La restauración ha dejado a la vista diferentes testimonios de cada una de las épocas y ha mostrado la evidencia que en el ábside había existido un gran retablo central, ahora desaparecido.
En el año 2016 el artista Duván López realizó en la capilla una intervención artística multidisciplinaria con diferentes formatos artísticos: pinturas al óleo, obras digitales, esculturas en hierro y metacrilato que constituyen elementos permanentes de la capilla. Una de las obras más destacables de la capilla es la escultura del Avatar que expresa la preocupación por la conservación y la protección de los recursos naturales.

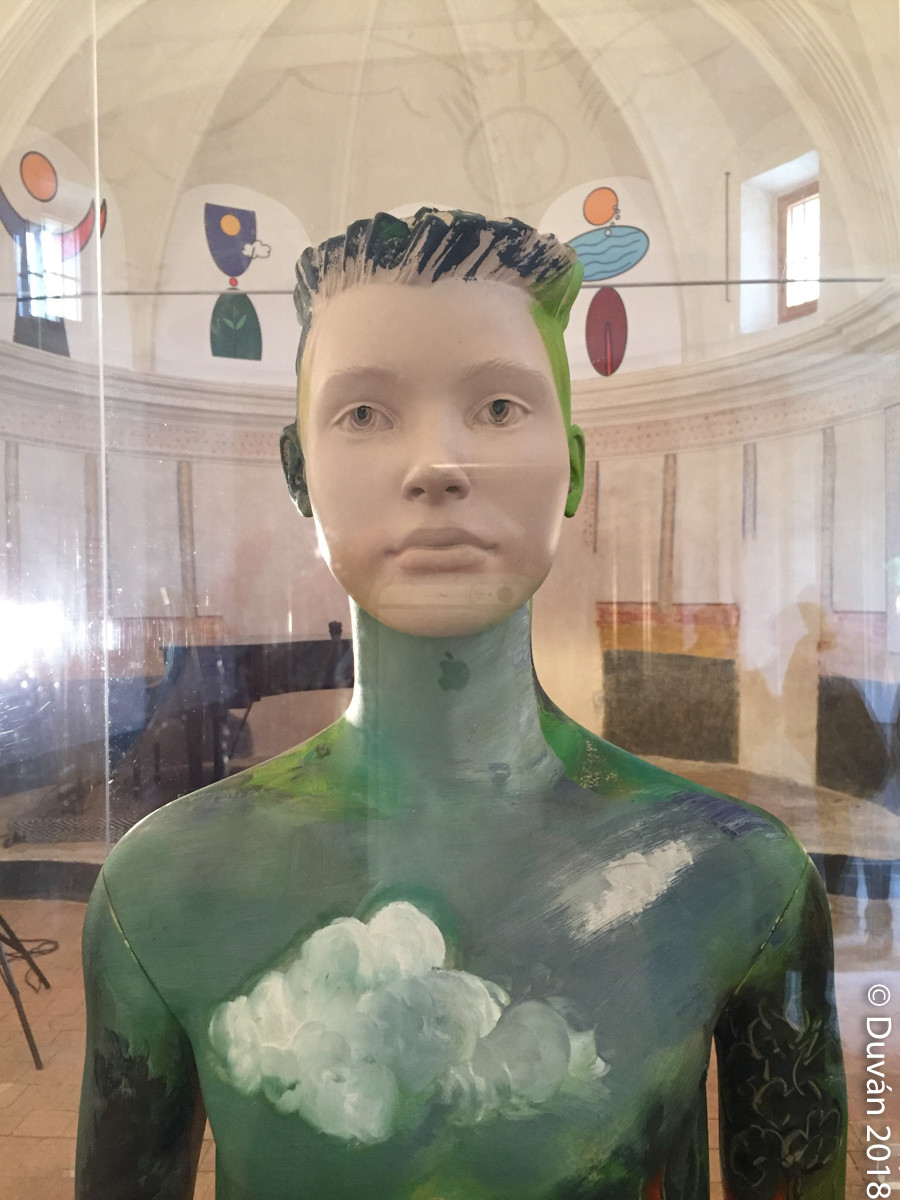
Escultura del Avatar - una de las obras a la capilla